# Agrárszocialista mozgalmak Magyarországon
Magyarországon az agrárszocialista mozgalmak kezdő időpontja a 19. század második felére tehető, és az első világháborúig tartott a mozgalom virágkora. Oka a szegényparasztság és a föld nélküli agrárproletárok körében a rossz termésű évek, a munkaadók hatalmaskodásai, a magas munkanélküliség helyi, ösztönös elégedetlenségi mozgalmakhoz vezettek. Az agrárszocialista mozgalom ezeknek a nagyarányú parasztmozgalmaknak a gyűjtőneve. Lényegükben a feudális maradványok felszámolására irányuló forradalmi mozgalmak voltak, amelyeket a mezőgazdasági munkások és a szegényparasztság helyzetének rohamos romlása váltott ki. Az agrárszocialista mozgalmak számos esetben elérték a mezőgazdasági proletariátus munkaviszonyainak valamelyes megjavítását, s jelentősen növelték a szegényparasztság öntudatát. Legfontosabb céljaikat azonban nem tudták elérni.

## A parasztság helyzete a 19. század végén
A parasztság a jobbágyfelszabadításkor telki állományának arányában jutott földhöz, s ennek megfelelően rétegződött gazdag-, közép-, szegényparasztságra, illetve földtelen agrárproletárokra. A falu irányítása az 50-200 holdas tehetősebb parasztság kezében volt, mely a legszűkebb csoport volt a parasztságon belül. Földjeiket zömében a földnélküliek olcsó bérmunkájával műveltették. A középparasztság (10-50 holdasok) maga művelte a földjét. A szegényparaszt (10 holdnál kevesebb földje volt) nem tudott megélni földjéből, ezért bérmunkára kényszerült a nagygazdáknál, az uradalmaknál, a bérek azonban rendkívül alacsonyak voltak.
A parasztság jelentős és egyre növekvő részét alkották a földnélküli agrárproletárok. Mezőgazdasági bérmunkából, kubikolásból, városi építkezéseken vállalt munkából éltek. Az agrárnépesség sajátos rétegét képezték az uradalmi cselédek. Családjukkal együtt az uradalmakban dolgoztak, s a házimunkától az aratásig minden munkát elvégeztek. Életük minden pillanatát munkaadójuk határozta meg, ami lehetett pozitív, de számos alkalommal visszaéléseket is eredményezett. A korszakban a magyar mezőgazdaság egészében véve az ún. porosz úton fejlődött, jellemzője volt a nagybirtok túlsúlya, a paraszti birtokelaprózódás, a zsellérség felduzzadása. Az Osztrák–Magyar Monarchiában kialakult vámhatárok miatt helyzet következtében az könnyűipar lassabb ütemben fejlődött. A felemás, porosz utas gazdasági-társadalmi fejlődésből következően egyrészt az agrármunkásság maga sem volt egységes, másrészt a mezőgazdasági félproletárok (szegényparasztok, kishaszonbérlők), mezei munkások (uradalmi cselédek, gazdacselédek, napszámosok, summások, stb.) és az átmeneti helyzetben megrekedt vándormunkások (kubikosok, vasútépítő munkások stb.) között soha nem jelentkezett éles határ. Az agrárproletariátus e csoportjainak közös társadalmi jellemzője a parasztság soraiból való lassú kiválás a földtől való elszakadás nélkül.
A mezőgazdaságból élő egész népességre a mezei munkások szokatlanul nagy aránya (az agrárnépesség 54%-a), az agrárproletárság zömét pedig a létbizonytalanságban élő, szabad vándormunkások tették ki, s ez a tömeg az Alföld óriásfalvaiban és mezővárosaiban koncentrálódott. A törpebirtokosok és a teljesen nincstelen parasztok száma családtagjaikkal együtt az 1890-es években már elérte az 5.5 millió főt (az ország lakossága ekkoriban 16 millió fő). Az 1870-es évektől elhúzódó agrárválság terheit a birtokosok a szegényebb rétegekre igyekeztek áthárítani. Ez alatt az évek alatt rohamosan fokozódott a parasztság alsó rétegeinek elszegényedése, s ebből következett a mezőgazdasági munkások számának növekedése. A korlátozott ipari fejlődés a nagyarányú munkanélküliséget nem tudta felszívni. A munkanélküliséget fokozta, hogy az 1890-es évek küszöbén véget értek a nagy folyamszabályozások, vasútépítések és a kubikosok tízezrei maradtak munka nélkül. A helyzet legelőnytelenebb a Viharsarokban (Tisza–Maros szögében) volt. Itt a külterjesen gazdálkodó nagybirtok és a kevés munkaerőt foglalkoztató gazdagparaszti gazdaságok valósággal bekerítették az országos átlagnál sűrűbben lakott vidék agrárszegénységét. Ezen tényezők adtak lökést az agrárszocialista elégedetlenségi mozgalomnak, melynek társadalmi bázisa a szegényparaszti és agrárproletár tömegek voltak.

## Az agrárszocialista mozgalom
Az 1890-es években a Viharsarok dél-alföldi vármegyéiben kezdődött falusi munkásmozgalom - vagy ahogyan a kortársak emlegették, agrárszocialista mozgalom - átterjedt a szintén jelentős szegényparaszti tömeggel bíró északkeleti országrészre is. Ezeken a területeken az agrárproletár és szegényparaszti népesség elégedetlensége aratósztrájkokban, helyi zendülésekben fejeződött ki. A szocialista eszmék gyorsan terjedtek a falusi szegénység körében s fokozták eme társadalmi osztály elszántságát. A nagy alföldi mezővárosokban sorra alakultak a szocialista földmunkáskörök. A kezdeményezők csaknem mindenütt olyan iparosok vagy vándormunkások voltak, akik olvasták a szociáldemokrata sajtót. A kormányzat a parasztság körében nem tűrte a szocialista szervezkedést, a csendőrség több alkalommal használt fegyvert.

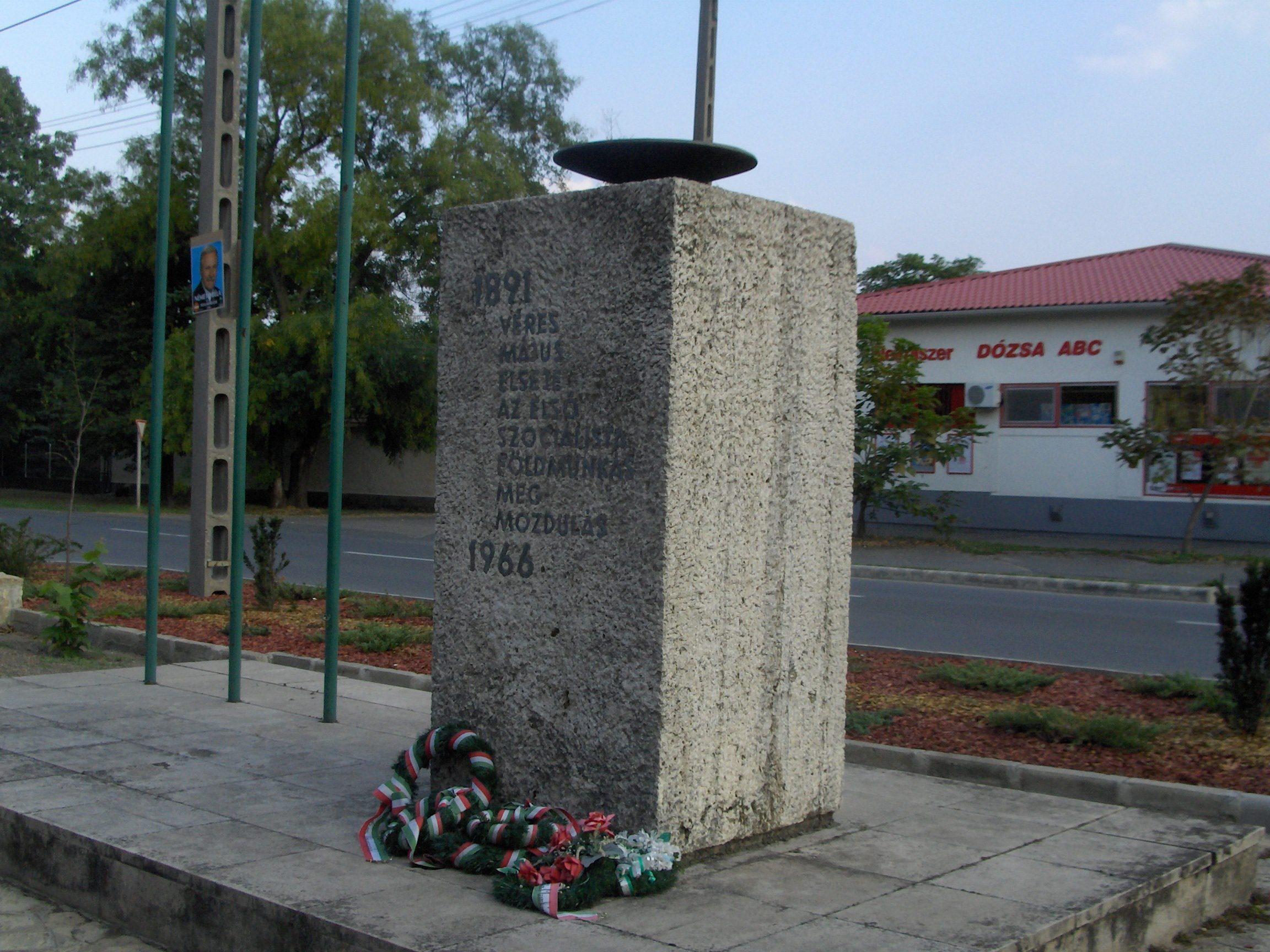
A véres május elseje emlékköve Orosházán

A csekély mezőgazdasági munkabérek, a nagybirtok szorítása ellen tüntető paraszti tömegbe először 1891. május 1-jén Orosházán, május 2-án és 3-án Békéscsabán, júniusban Battonyán lőttek a kivezényelt katonák és a csendőrök. Ezek voltak az első jelentős agrárszocialista megmozdulások. Ettől kezdve napirenden voltak az akciók, amelyek elsősorban a nagybirtok ellen irányultak - egyes helyeken földosztást követelő jelleget öltöttek. Bennük a mezőgazdasági szegényparasztság játszott vezető szerepet. Fő harci fegyverük - az ipari munkások példájára, s gyakran velük egy időben alkalmazva - a gazdasági tömegsztrájk (aratósztrájkok) volt. Követeléseikben is sok volt a munkásokéhoz hasonló (munkaidő csökkentése, béremelés). A kormány kíméletlen fellépése ellenére 1894-ben ismét föllángolt a szegényparaszti elégedetlenség. Február 26-án egy népgyűlésen Szántó Kovács János terjesztette elő a földmunkásság követeléseit. Ennek folytatása is lett, április 22-én szintén Szántó vezette az elégedetlen parasztok hódmezővásárhelyi zendülését, melynek kiváltó oka az volt, hogy a rendőrkapitány a helyi munkásegyletben házkutatást tartott, majd az egylet vezetőjét letartóztatta. 
A felbőszült tömeg megostromolta a városházát, hogy kiszabadítsa vezérét. Csak a vásárhelyi huszárezred bevetésével lehetett a karókkal fölfegyverzett földmunkásokat szétszórni. A szocialista eszméket (a föld közösségi tulajdonát) valló Szántó Kovácsot letartóztatták és ötévi börtönre ítélték. A per során hitet tett a szocialista eszmék mellett; a bíróság előtti bátor helytállása, védőbeszéde nagy hatást tett a tömegekre Kiszabadulása után is részt vett a szociáldemokrata földmunkás-mozgalomban. Noha ezeket a mozgalmakat a kormányzat kegyetlenül elnyomta, 1897-ben még erőteljesebben törtek ki. A kormány ekkor újból ostromállapotot rendelt el, s az fegyverrel és sztrájktörők segítségével igyekeztek letörni. 1897 szeptemberében Szabolcsban földosztó mozgalom indult, s ez megismétlődött 1898-ban Szatmárban és a Dunántúlon is. A mozgalmak 1903-4-ben majd 1907-ben újból fellángoltak, rendszerint az ipari munkások sztrájkjaival egy időben. Az MSZDP igyekezett agitációjával erősíteni és összefogni a magasabb bérért, jobb életkörülményekért küzdő, de szocialista törekvéseket is fölmutató falusi munkásmozgalmat. Budapesten, 1897 elején tartották meg a párt első földmunkás-kongresszusát, amelyen a falusi szegénység 12 órás munkaidejét, munkakörülményeinek a javítását, politikai jogokban való részesedését követelték. A szociáldemokrata pártnak a kollektív földtulajdonról (nagyüzemi parasztszövetkezetek) vallott nézetei azonban a földosztásra váró nincsteleneket és a talpalatnyi földjükbe kapaszkodó szegényparasztokat tömegesen nem nyerhették meg. Az MSZDP egyes vidéki, szegényparaszti származású tagjai (Szántó Kovács János, Csizmadia Sándor) vállalták az agrárszegénység szervezését, az elégedetlenségi mozgalmak vezetését. A szociáldemokrata párt már 1890-ben nagy lendülettel kezdte meg az agrárproletariátus szervezését, de lebecsülte a parasztság politikai képességeit, majd később visszariadt a szervezéstől, látva hogy nem tud úrrá lenni a forradalmasodó tömegeken. A párt többször is megpróbálkozott egy agrárprogram kidolgozásával, de ennek realizálására nem került sor 1919-ig. 1906-ban az MSZDP kezdeményezésére létrehozzák Csizmadia Sándor és Nyisztor György vezetésével a Magyar Földmunkások Országos Szövetségét, mely néhány hónap alatt mintegy 20 000 földmunkást tömörít magába, de amikor a kormány kemény eszközökkel visszaszorítja a szervezet tevékenységét, a párt is magukra hagyja őket.

## Agrárszocialista vezetők és pártok

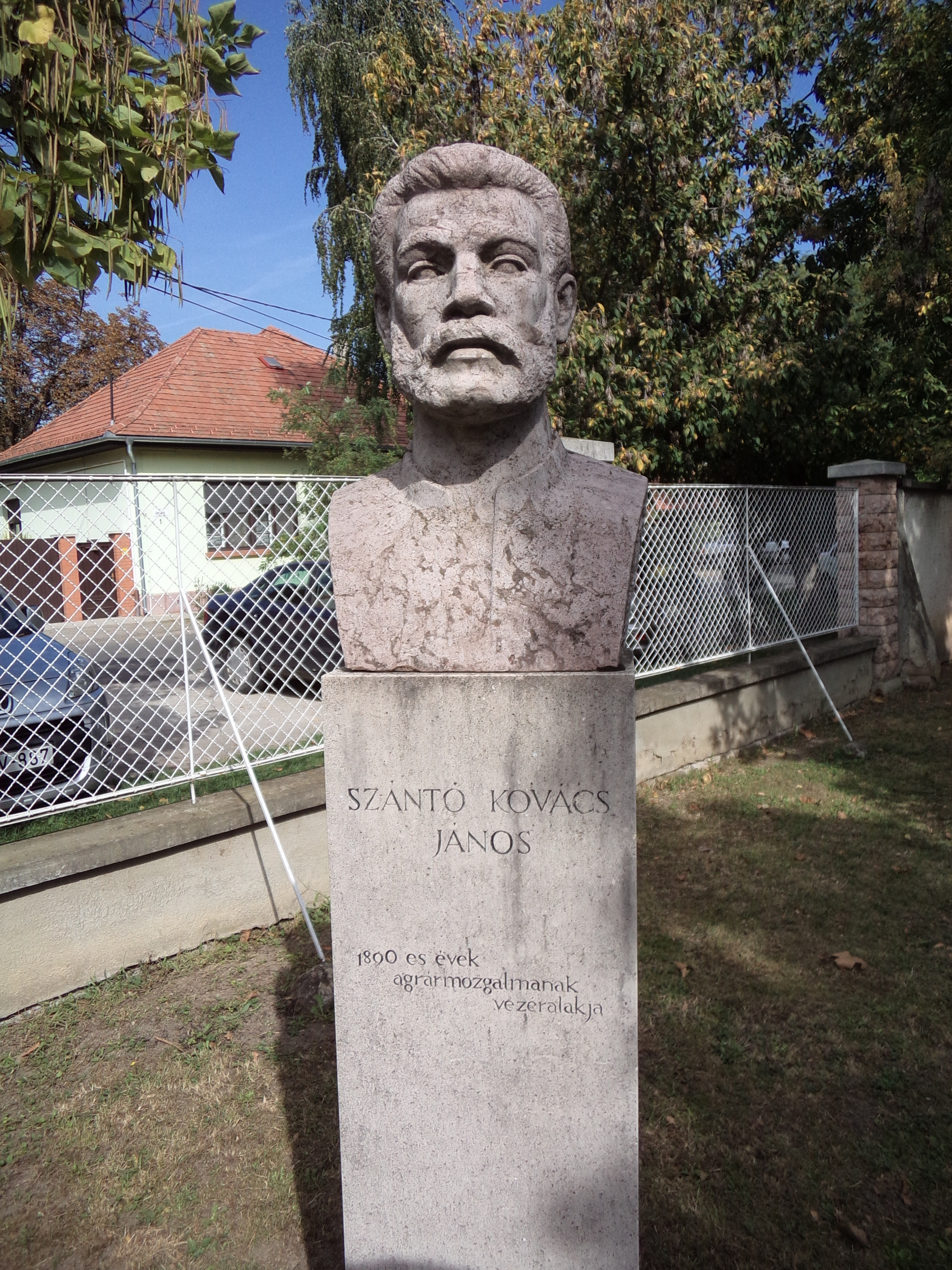
Szántó Kovács János emlékműve

Szántó Kovács János és Csizmadia Sándor agrárszocialista vezetők mindvégig MSZDP-tagok maradtak. Voltak azonban olyan párttagok, akik elégtelennek tartották a szociáldemokrata párt parasztpolitikáját, ezért követőikkel kiváltak és új, kifejezetten a szegényparasztságot képviselő pártokat hoztak létre. Ezen új pártok létrejötte kétségkívül megosztotta a munkásság és az agrárproletárok erejét, mégis a szegényparasztok és kisbirtokosok tömegeinek maguk mellé állításával eredményesebb tevékenységet fejtettek ki vidéken, mint az MSZDP.

### Független Szocialista Párt
Az MSZDP-vezetőségi tag Várkonyi István látva, hogy a párt többi vezetője egyre halogatja a forradalmi szegényparasztság szervezését, szembe fordult velük és 1897 szeptemberében a ceglédi, valamint az orosházi agrárszocialistákra támaszkodva megalakította a Független Szocialista Pártot, mely Magyarország első parasztpártja volt. Az MSZDP és Várkonyi pártja ettől kezdve külön utakon járt az agrárszocialista mozgalom lehanyatlásáig, 1907-ig. A párt lapja a Várkonyi által szerkesztett Földmívelő, melyben Várkonyi tág teret biztosított a mozgalomban kitermelődő rigmus-, vers- és dalköltőknek is. A Várkonyi-féle mozgalomnak igen gazdag népköltészete volt. A 90-es évek végén a párt az Alföldön nagyarányú parasztmozgalmakat indított. Várkonyi és pártja fáradhatatlan és szívós agitáció révén szinte az egész ország agrárproletárjait mozgósította eszméi mellett, s a nemzetiségeket is bevonta a szervezkedésbe. A szlovákok és szerbek részére anyanyelvükön írt lapokat adott ki, s a románok között sem maradt hatástalan agitációja. Az FSZP fáradhatatlan, önkéntes agitátorai bejárták az országot,, szóval, verssel, dallal élesztgették a forradalmi hangulatot. 

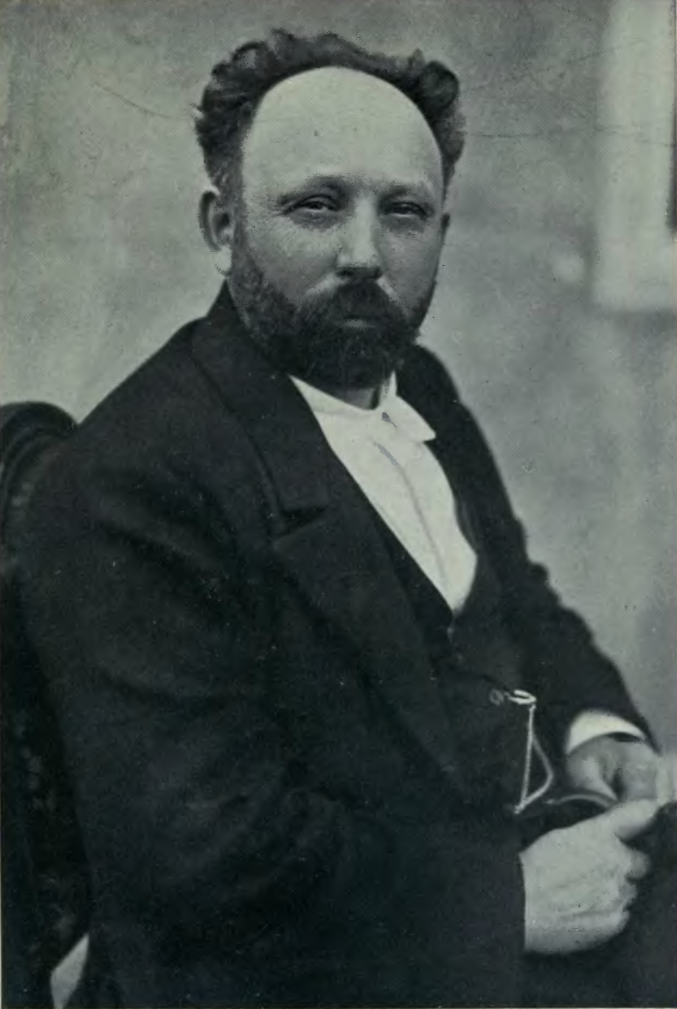
Csizmadia Sándor

A rendőri jelentések szerint a várkonyisták nappal végezték megszokott mezőgazdasági munkájukat, de az éjszakákat felhasználták eszméik terjesztésére. Titkos gyűléseiket is éjjelenként tartották valamelyik meghitt emberük lakásán, lehetőleg félreeső helyen, s ezeken határoztak. A kívülállókkal szemben bizalmatlanok és egyáltalán nem voltak közlékenyek. Az árulókat a legnagyobb bűnösnek tartották. Ezek fölött ítéletet tartottak kijelölt bíróik révén, s ez rendszerint "élethossziglan tartó súlyos rabságra" ítélte a bűnösöket. Az ítéleteket ugyan nem hajtották végre, de vezérükkel, Várkonyival levélben közölték. Az FSZP harcos agitációja többek között Szabolcsban is földosztó mozgalmakra vezetett, melyet a csendőrség brutálisan levert. Várkonyi ellen vádiratot adtak ki, mely elől Bécsbe szökött, de elfogták és kiadták a magyar hatóságoknak. Különböző mondvacsinált ürügyekkel 2 évre ítélték, s ekkor a mozgalom megrekedt és sorvadni kezdett. Kiszabadulása után ismét nagy energiával fogott a szervezéshez és elindult az 1901-es országgyűlési választásokon mint az FSZP jelöltje a gyomai kerületben. Várkonyi nagy többséggel vezetett Győry Elek előtt, mikor a szavazás lezárása előtt a hatalom birtokosai visszatartották Várkonyi híveit és néhány szavazattal elvesztette a választást. 1906-ban ismét megkísérelte, hogy bejusson a képviselőházba, s ott a szegényparaszti tömegeket képviselje. Endrődön lépett fel dr. Fábry Károly ellenében, az ellenpárt sorozatos csalásai következtében ismét csak néhány szavazattal maradt le a képviselői helyről. Az FSZP az újabb elvesztett választás után feloszlott, megmaradt töredéke beolvadt Áchim L. András Parasztpártjába. A Független Szocialista Párt -ellentétben az MSZDP kollektív földtulajdonról vallott nézeteivel- közvetlen céljának a földosztást tekintette. Követelték a száz holdon felüli birtokok fölparcellázását, a feudális maradványok (részes munka, mezőgazdasági cselédség) felszámolását, az uzsora eltörlését és a progresszív adózás bevezetését. Várkonyi István pártelnök fölfogásában utópikus szocialista, kispolgári és anarchista elemek keveredtek.

### Újjászervezett Szociáldemokrata Párt
Alapítója és elnöke Mezőfi Vilmos, aki órássegédből lett újságíró és publicista. Az 1890-es évek végén a szegényparasztság szervezésének elhanyagolását vádként felhozva, szembefordult az MSZDP vezetőségével. Ő maga az agrárszocializmus mellett kispolgári és nacionalista nézeteket vallott. Az MSZDP-ből való kizárása után 1900 áprilisában megalakította a - teljes nevén - Magyarországi Újjászervezett Szociáldemokrata Pártot (USZP). Ezen agrárszocialista párt vezetőjeként nyíltan tagadta a munkásosztály vezető szerepét és a Függetlenségi és Negyvennyolcas Párt politikáját támogatta. Mezőfi jó szervező erejét bizonyítja, hogy megnyerte magának a Viharsarok agrárproletárjait és kisbirtokosait, akik 1905-ben képviselővé választották a szegvári kerületben (Békéscsabán szintén az USZP jelöltje, Áchim L. András győzött). Mezőfi széles körű publicisztikai tevékenységet folytatott s 1901-től, kisebb megszakításokkal a Szabad Szó című lapot szerkesztette. 

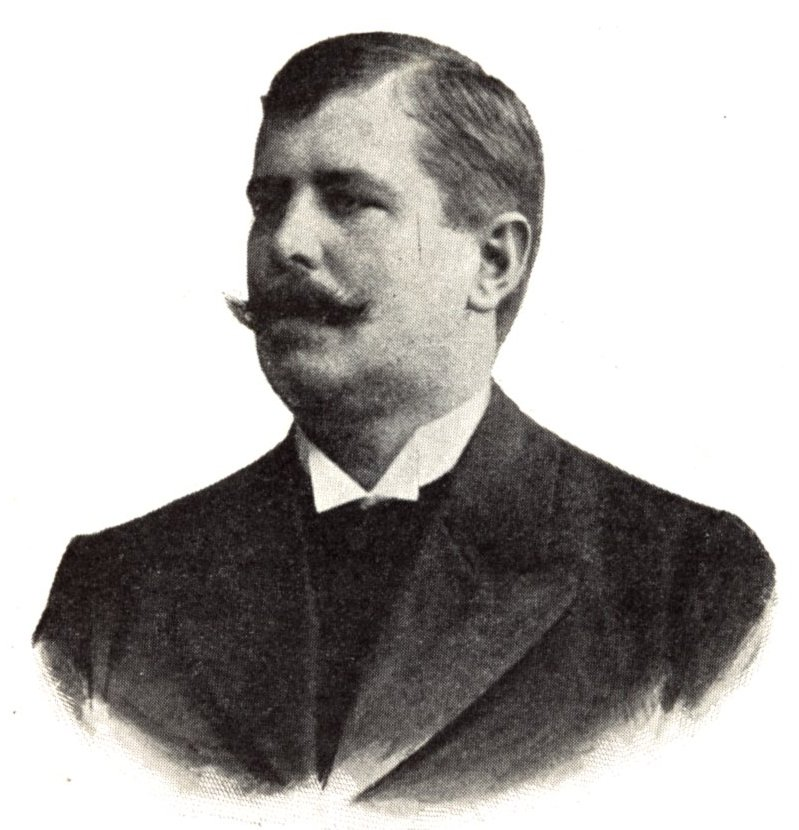
Áchim András

Az 1910-es választásokon Mezőfi ismét fellépett, de ellenfelei mindenáron megbuktatására törekedtek, melynek eredményeképp kibukott a parlamentből. Ezt követően mozgalma lehanyatlott.

### Magyarországi Parasztpárt
Alapítója és vezetője Áchim L. András jómódú békéscsabai gazdálkodó. Mikor politikai pályára lépett, először a Mezőfi vezette USZP-hez csatlakozott, s annak programjával választották országgyűlési képviselővé Békéscsabán 1905-ben. Mandátumát azonban csalárd úton megsemmisítették, sőt osztályellenes izgatás címén passzív választójogától is megfosztották. 1906-ban szakított Mezőfi Vilmossal, s az USZP-vel és megalakította a Magyarországi Parasztpártot, s ennek hetilapjaként a Paraszt Újságot. Pártjának nagybirtokellenes, demokratikus programja volt. Hozzá csatlakoztak a felbomlott várkonyista mozgalom (Független Szocialista Párt) töredékei is. Pártja a koalíciós kormányzás éveiben megerősödött és radikalizálódott. Támogatta az általános és titkos választójogért vívott küzdelmet és kiadta a "jogot és kenyeret a népnek!" jelszót.
Áchimot 1910-ben parasztpárti programmal ismét képviselővé választották, s átvette lapja szerkesztését is. Ennek hasábjain és a beszédeiben ostorozta a nagybirtokrendszert és a magyar uralkodó osztályok politikáját. Nem túlzás, ha a korabeli lapok tanúsága szerint Békéscsabán és környékén valósággal reszkettek az urak a parasztvezértől és felvonuló többezres táborától. Szántó Kovács János halála után őt tartották az új Dózsa Györgynek (Ady Endre is ennek látta. Adyval Áchim jó ismeretségben volt) Politikai tevékenységét az uralkodó osztályok felháborodása és gyűlölete kísérte. Részben ez, részben családi ellentétek vezettek arra, hogy 1911 májusában lakásán meggyilkolták a Zsilinszky testvérek. Áchim halálát követőleg pártja felbomlott, s ezzel lényegében véget értek a hazai agrármozgalmak is. A Monarchia készülődött a világháborúra...

## Kormányzati intézkedések
Az agrárszocialista megmozdulásokra a politikai elit felemás módon válaszolt. Az Alföld és a Dunántúl számos megyéjét érintő 1897. évi aratósztrájkot követően elfogadott, A munkaadók és mezőgazdasági munkások közötti jogviszony szabályozásáról szóló, 1898. II. tc. büntetést és erőszak alkalmazását kilátásba helyező felelet volt. A munkásigazolvány bevezetése, a munka jogtalan abbahagyásakor alkalmazható hatósági erőszak miatt "rabszolgatörvény"-ként emlegetett szabályozás a sérelmeknek csak egy kis részét orvosolta. Védelmezte a munkavállaló érdekeit is a munkaadóval szemben: például a szóbeli megegyezés helyett kötelezően előírt, vita esetén a jogorvoslat alapjául szolgáló írásbeli munkaszerződéssel vagy a szerződés felbonthatóságának (erkölcsi veszélyeztetettség, bántalmazás, vagyon elleni cselekmény esetén) a szabályozásával. 1900-ban mindkét félre tekintettel rendezték az erdőmunkások, illetve a dohánytermelők és a dohánykertészek közötti jogviszonyt is. A századfordulón határozott az országgyűlés a Földművelésügyi Minisztérium felügyeletébe tartozó Országos Gazdasági Munkás- és Cselédsegélypénztár felállításáról. Az uradalmi és a parasztgazdaságok cselédségére ugyanis nem vonatkoztak a kötelező, állami betegbiztosításról korábban hozott törvények. 

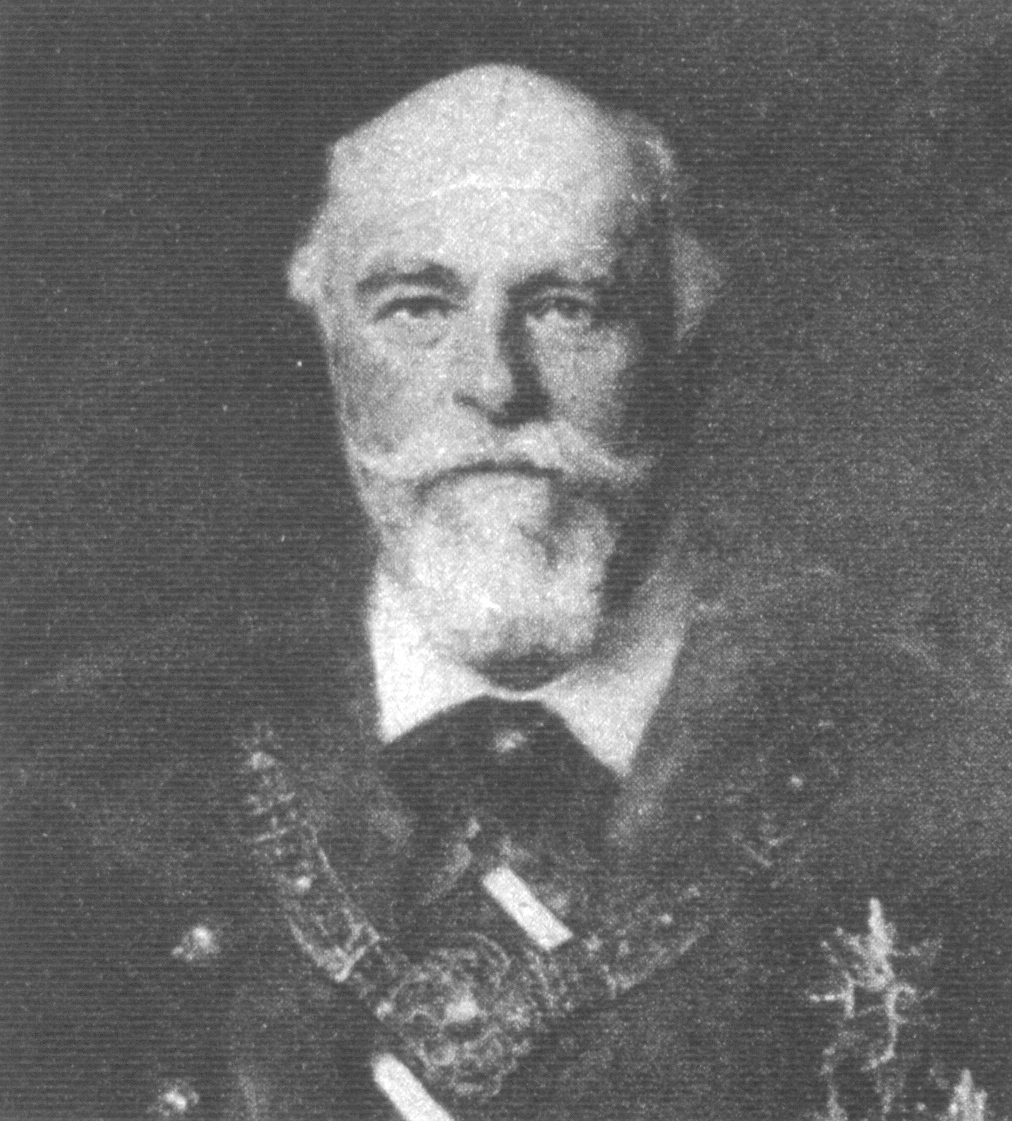
Darányi Ignác

Az 1900. XVI. tc. értelmében az újonnan létesített pénztár bevételei a tagok befizetéseiből, a munkaadók kötelező hozzájárulásaiból, rendszeres állami támogatásból és adományokból képződtek. Segélyt baleset, rokkantság, illetve elhalálozás esetén folyósítottak. A pénztári tagok előnyben részesültek a községi segélyalap kiutalásakor is keresetképtelenségük, betegségük alkalmával. A politikai élet minden oldaláról össztüzet zúdítottak A gazda és a gazdasági cseléd közötti jogviszony szabályozásáról és A gazdasági munkásházak építésének állami támogatásáról című törvénycikkre. Különösen az előbbi váltott ki ellenérzéseket. A birtokosok egy része kárhoztatta Darányi Ignác földművelésügyi miniszter „túlzott” szociális irányvonalát, amely új kötelmeket és terheket rótt rájuk. A szociáldemokraták és agrárszocialisták viszont csak „derestörvény”-ként emlegették, utalva a kiskorú cselédek testi fenyítését lehetővé tevő rendelkezésre. Az 1907. XLV. tc. miközben megtiltotta a mezőgazdasági cselédek év közben történő költözését, és korlátozta szervezkedési szabadságukat, körültekintően szabályozta a szerződés, a munkabér és az ellátás vonatkozásában a munkaadó és a cselédek viszonyát. Kimondta a beteg cseléd (és vele élő felesége, 12 éven aluli gyermeke) 45 napig tartó ingyenes gyógykezelésének a munkaadóra háruló kötelezettségét, a közegészségügyi követelményeknek megfelelő elhelyezés biztosítását is. A gazdának kell viselnie cselédje iskolaköteles gyermekeinek elemi iskolai beíratási költségét és tandíját. A törvényhozás - fölismerve a mezőgazdasági munkások önerőből való lakásépítésének a reménytelenségét - állami teherviselés révén igyekezett a törvényhatóságokat (megyéket, törvényhatósági jogú városokat), a községeket munkáslakások építésére bírni. A cselédlakásokról szóló törvény nyomán a koalíciós kormányzás idején több mint háromezer lakás épült. Egy később megalkotott törvény (1912. VIII. tc.) az önkéntes nyugdíjbiztosítás elterjedését szolgálta. Megemelték a belépésre jogosultak korhatárát, és eltörölték azt a korábbi rendelkezést, amely az öregkori nyugdíjjogosultságot összekötötte az igazi rokkantság (keresetképtelenség) tényével. 65 éves kor felett a biztosítottnak élete végéig járt a nyugdíj. Ezek a kormányzati intézkedések csak részben elégítették ki az agrárszocialistákat, hiszen legfontosabb céljaikat (pl. a földosztást, általános választójogot) a politikai elit nem teljesítette.